# USS Excelsior (Star Trek)
USS Excelsior es una nave espacial en el universo de Star Trek es la nave gemela de la USS Enterprise (NCC-1701-B), aparece en diferentes producciones de la franquicia, por primera vez en Star Trek III: En busca de Spock y hace un cameo en Star Trek IV: Misión: salvar la Tierra,  aparece nuevamente en Star Trek VI: Aquel país desconocido, bajo el comando del capitán Hikaru Sulu en 2293, también en un episodio de Star Trek: Voyager ("Salto atrás") se muestra al entonces alférez Tuvok sirviendo como uno de los oficiales de ciencia de primera clase a bordo del Excelsior.

## Descripción
El Excelsior NX-2000, tuvo en sus orígenes como nave de pruebas a la cual le instalaron unos motores experimentales de tecnología Transwarp, sin embargo estos no tuvieron éxito, luego del cambio de designación como NCC-2000 su capitán fue Hikaru Sulu, quien fuera el oficial de navegación en Star Trek TOS.